# 雷電II
《雷電II》是由Seibu開發（セイブ開発）於1993年上市的縱向捲軸射擊類型街機遊戲，雷電系列的第二部作品，後來發售Windows版。

## 遊戲
時間設在2093年，是世界聯軍的雷電戰機擊敗外星人的三年後，原本撤退的外星艦隊突然捲土重來襲擊地球，世界聯軍開發的強化版雷電配備了新武器導向電漿炮和散射核彈，再次踏上征途。

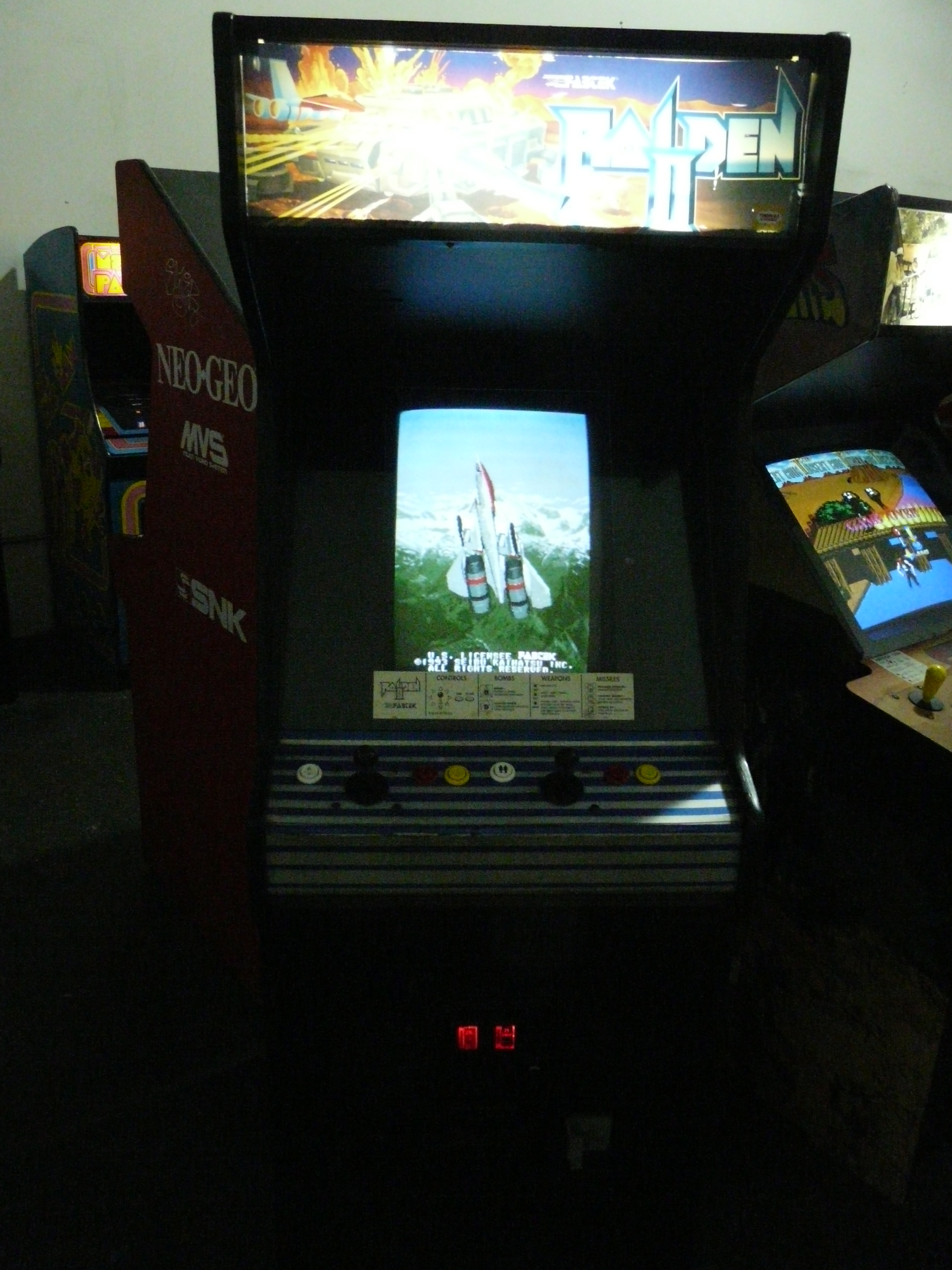
雷電2的大型機台

### 關卡
同初代雷電，一共有八個關卡，二代也是由紅色水晶生命體來操控BOSS機體，機體遭擊破之後，水晶生命體會逃跑，中途無法擊破，前五關在地球戰場，後三關在外太空。
- 第一關（鄉野）

BOSS為兩台陸戰型四腳機體，各有一個水晶生命體。
- 第二關（都市）

BOSS為飛船，一個水晶生命體，並帶有分離式可變形自殺戰機，到差不多被摧毀後它會改為發射火炮，含有一個水晶生命體。
- 第三關（海戰）

BOSS為潛浮型大型戰艦，一個水晶生命體。
- 第四關（古蹟）

BOSS為兩大兩小戰炮，其中一大兩小為可移動式，以古蹟外型偽裝，兩大當中各有一個水晶生命體。
- 第五關（基地）

BOSS由大型太空船支撐，準備逃向外太空，太空船擊破之後，內部還有一台紅色主要空戰機，會包裝著藍色外殼，一個水晶生命體。
- 第六關（前哨）

BOSS為巨大太空坦克，以初代雷電第五關BOSS的設計為基礎，一個水晶生命體。
- 第七關（太空站）

BOSS為巨大太空戰艦，一個水晶生命體。
- 第八關（終戰）

BOSS為所有的水晶生命體大集合。

### 難度
雷電II的整體設計與關卡難度類似初代雷電，比較像是初代雷電的改良版，如果玩過初代雷電的玩家，玩雷電II並不會感到難以上手。

### 畫面效果
比起上一代雷電，雷電II與初代雷電在畫面上最大的差別是，加入了精緻的爆破碎片，打爆敵機時敵機會墜落下來並在地面上產生坑洞，墜落到樹木上時樹木會燃燒起來，墜落在建築物時建築物會毀損（自機使用炸彈時也有相同效果），敵人若屬於大型機體，墜落時將會產生更大的坑洞，整體畫面顯得更複雜，而初代雷電大多數敵機只有在空中爆炸而已，雷電II各關卡BOSS則加入了基本3D設計。
而加分樹精這次是隱藏在樹裡面，初代雷電只是一個可以被攻擊的點，同樣保留了原本的3000分加分跑車，並增加更普遍出現的10000分小鋼彈。

### 母船
雷電的傳統設計裡面，遊戲開始都是由一台空飛式航空母艦起飛前往戰場，母船上有紅色和藍色兩條跑道，而在一、二代裡面，當遊戲進行到第五關結束時，雷電會再度回到母船，並準備飛往外太空，但這時候的母船已經經過襲擊，殘破不堪。應該與玩家漏過的敵機數量有關。

## 武裝部分

### 主要武器
雷電II的武器除了上一代的火神砲與電漿雷射之外，新增一個新武器－－質子電漿雷射。
- 火神砲（紅）

火神砲擁有很大的攻擊範圍，缺點是單發威力相當弱小。不過如果是近距離發射的話，會有驚人的威力，甚至可5秒消滅BOSS。
- 電漿雷射（藍）

電漿雷射擁有威力強大的特性，缺點是攻擊的範圍相當小（值得注意的是6等雷射攻擊範圍比7等雷射略大）。
- 質子電漿雷射（紫）

質子電漿射擁有類似追蹤飛彈的追蹤性，且威力介於電漿雷射與火神砲之間，缺點是要達到追蹤功能需要連射一段時間。

### 次要武器
與上一代相同，有暴風飛彈(M)及追蹤飛彈(H)。

### 炸彈
雷電II的炸彈除了上一代的小型核彈（外觀為紅色英文字母B）之外，新增一個炸彈－－霰彈型炸彈（外觀為黃色英文字母B）。
- 小型核彈（紅色英文字母B）

此炸彈攻擊範圍中等，可讓BOSS的血量大幅度減少且可消除敵彈，缺點是爆炸範圍小於霰彈型炸彈，作用時間較慢，面對大量的小兵會盡顯疲態。
- 霰彈型炸彈（黃色英文字母B）

此炸彈攻擊範圍廣大，作用時間極快，可一次性的消滅大量小兵且可消除敵彈，缺點是因為炸彈是散開來的，並不適合對付BOSS。

## 移植
PlayStation版由日本System（日本システム）在1995年1月27日發售收錄雷電及雷電II的合集《雷電Project》（雷電プロジェクト）。Windows版在臺灣由普威爾代理。